# Archie Comics
Archie Comic Publications, Inc. — це американське видавництво коміксів зі штаб-квартирою у Пелемі, Нью-Йорк. Видавництво випускає багато серій коміксів про вигаданих підлітків Арчі Ендрюса, Джагед Джонс, Бетті Купер, Вероніка Лодж, Реджі Мантл, Сабріна Спеллман, і Джозі та Кішечки.
Видавництво коміксів було засновано у 1939 році під назвою MLJ Comics, як в першу чергу видавництво коміксів, яке публікувало комікси про супергероїв. Персонажі Арчі були створені у 1941 році видавцем Джоном Л. Ґолдвотером і художником Бобом Монтаною, у співавторстві з сценаристкою Вікторією Блум. Вперше вони з'явилися в Pep Comics #22 (грудень 1941). Зі створенням Арчі, видавець Джон Ґолдвотер висловив надію на звернення до шанувальників фільмів Енді Гарді з Міккі Руні у головних ролях.
Archie Comics також була назвою головної серії коміксів видавництва, перший випуск якої з’явився взимку 1942 року. Починаючи з випуску #114, заголовок було скорочено до просто Archie. Ця серія була перезапущена з новим випуском #1 у липні 2015 року з новим виглядом та дизайном, підходящим для нового покоління читачів.  Герої та концепції Archie Comics також з'явилися у численних фільмах, телевізійних програмах, мультфільмах та відеоіграх.   

## Серії

### Серії з публікацією у 2019 році
Арчі назавжди
- Archie and Sabrina (листопад 2018-) #706
- Riverdale (березень 2019-) #5
- Sabrina the Teenage Witch (квітень 2019-) #4
- Jughead's Time Police #2
- Archie vs. Predator II (червень–грудень 2019) #1

Класика Арчі
- Betty and Veronica: Friends Forever #7
- Archie & Friends #2

Archie Horror
- Blossoms 666 #5
- Jughead: The Hunger vs. Vampironica #3 (квітень 2019 – тепер)

Бібліотека Арчі
- Archie Jumbo Comics Digest (червень 1982– ) #301
- Betty and Veronica Comics Double Digest (червень 1987– ) #275
- World of Archie Jumbo Comics Digest (жовтень 2010– ) #91
- B & V Friends Jumbo Comics Digest (листопад 2010-)* #272 (усього 60)
- Archie and Me Comics Digest (жовтень  2017-) #19
- Archie Milestones Digest (березень 2019-) #3

### Перевидання
- Archie Archives Vol. 1 (Pep Comics #22-38; Archie Comics #1-2; Jackpot Comics #4-8)
- Archie Archives Vol. 2 (Pep Comics #39-45; Archie Comics #3-6; Jackpot Comics #9)
- Archie Archives Vol. 3 (Pep Comics #46-50; Archie Comics #7-10)
- Archie Archives Vol. 4 (Pep Comics #51-53; Archie Comics #11-14)
- Archie Archives Vol. 5 (Pep Comics #54-56; Archie Comics #15-18)
- Archie Archives Vol. 6 (Pep Comics #57-58; Archie Comics #19-22)
- Archie Archives Vol. 7 (Pep Comics #59-61; Archie Comics #23-25; Laugh Comics #20-21)
- Archie Archives Vol. 8 (Pep Comics #62-64; Archie Comics #26-28; Laugh Comics #22-23)
- Archie Archives Vol. 9 (Pep Comics #65-67; Archie Comics #29-31; Laugh Comics #25-26)

## Нагороди та премії
Поштова служба США включила Archie у набір п'яти 44-центових пам'ятних марок на тему "Sunday Funnies", випущеного 16 липня 2010 року. Archie марка представляє Вероніку, Арчі, Бетті у шоколадно-молочному коктейль. Інші марки містять зображення персонажів з коміксів Жук Бейлі, Кальвін і Гоббс, Ґарфілд, і Денніс-мучитель.

## Офіційний сайт
За інформацією самого видавництва, офіційний вебсайт Archie [Архівовано 21 жовтня 2010 у Wayback Machine.] отримує 40 мільйонів відвідувань за місяць. Де було укладено багато ліцензійних угод та представлено продуктів Archie. 